# Стоил Стоилов (режисьор)
Вижте пояснителната страница за други личности с името Стоил Стоилов.
Стоил Стефанов Стоилов е български драматичен и оперетен режисьор, актьор и театрален деец.

## Биография
Роден е в Шумен на 30 май 1893 г. Първото му участие в представление е през 1900 г. в католическия пансион в София. През 1903 г. прави опит да съчетае отделните герои в „Хъшове“ на Иван Вазов. Изпратен е да учи в търговската академия във Виена, но постъпва в първото частно драматическо училище „Ото“, в което учи сценично изкуство от 1909 до 1912 г. След завръщането си в България, поради липсата на свободни места в Народния театър, постъпва на работа в Министерство на народното просвещение. По време на Първата световна война е преводач в Букурещ. Дебютира в Народния театър през 1919 г. в ролята на Франц Моор в „Разбойници“ от Фридрих Шилер. Поканен е през 1919 г. да стане актьор и режисьор в драматично-оперетен театър „Ренесанс“. За кратко работи като артист и режисьор в оперетен театър в Цариград, където заминава с руската актриса Пионтковска. От 1920 до 1922 г. играе в „Свободен театър“ на Петър Стойчев. През 1922 г. е един от основателите на оперетния „Кооперативен театър“. До 1941 г. е режисьор в него. През 1941 с указ на цар Борис III е назначен за директор на Скопския народен театър, в който работи до преустановяването на дейността му през 1944 г. Почива на 20 октомври 1944 г. в София.
За дейността му като директор на Скопския народен театър Петър Динеков в началото на 40-те години пише:
„Трябва да се види само едно представление, трябва да се срещнете само за час-два с театралните дейци, за да се убедите с какъв възторг се работи. Но ако имате възможност да говорите с директора на театъра, енергичният и културен театрал г. Стоилов, ще разберете веднага на какво се дължи успехът и подемът на Скопския театър – в него е вложено едно голямо сърце, едно истинско въодушевление е легнало в основата на това дело, пламъкът на една дуща стопля и артисти, и публика“.

## Постановки
Стоил Стоилов като режисьор поставя множество постановки на сцена, по-значимите са:
- „Борислав“ на Иван Вазов
- „Контрольорът на спалните вагони“ на Александър Бисон
- „Графиня Марица“ на Имре Калман
- „Царицата на чардаша“ на Имре Калман
- „Комисия по морала“ на П. Морай[1]

## Галерия
- Снимки на Стоил Стоилов. Източник: ДА „Архиви“
- Като дете в Шумен, 1897 г.
- Във Виена, 1914 г.
- В ролята на Наполеон в „Баядерка“
- Като директор на Скопския народен театър, 1941 г.